# Barn
Barn (značka "b") je jednotka účinného průřezu (značka "s"). V soustavě SI má význam plochy délka2.

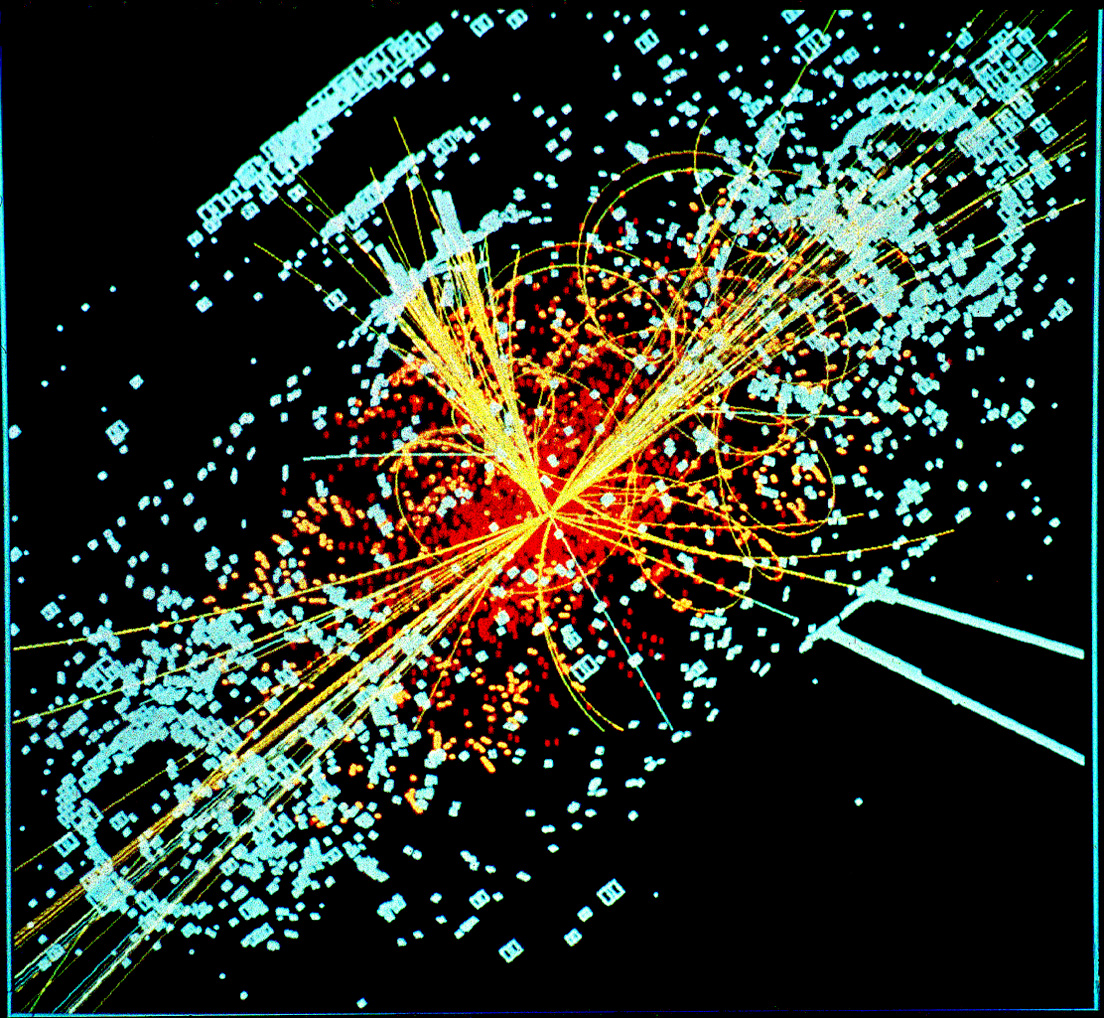
Simulace srážky dvou protonů v LHC v CERNu.

Účinný (srážkový) průřez vyjadřuje míru pravděpodobnosti, že dojde k interakci mezi jádrem nalézajícím se v poli (v terči) o velikosti 1 m2 a kolmo dopadajícím neutronem, který tuto plochu zasáhne, tj. pravděpodobnost jaderné reakce; používá se převážně u urychlovačů částic. Jednotlivé reakce mají rozdílně veliký účinný průřez, ten je pro danou reakci vyjádřen jako efektivní plocha jádra o takové velikosti, že když do ní směřujeme letící částici dojde k jaderné reakci. Tyto účinné průřezy nemají nic společného s geometrickými rozměry jádra, jsou důsledkem vnitřních mechanismů konkrétních druhů reakcí.
Nominální jednotkou účinného průřezu je neadekvátně veliký m2, proto jaderní fyzici často používají praktičtější jednotku barn.
Převodní vztah:
- 1 barn = 10−28 m2, odpovídá řádově geometrickému průřezu atomového jádra uranu

Jednotky barn se také používá při studiu nukleární magnetické rezonance pro kvantifikaci interakce jádra s elektrickým polem.
Název barn, znamenající česky "stodola", vznikl při vývoji atomové bomby za 2. světové války (Projekt Manhattan). Tehdy v počátcích měli vědci problém řízeně zasáhnout neutronem cíl, pokud v nadsázce nebyl veliký jako stodola. Původně slangový výraz se v odborné komunitě vžil a následně byl používán jako krycí název mající zastřít studovanou podstatu. Pro svou praktičnost a vtipnost se udržel dodnes, jako např. krása, vůně, půvab u kvarků.